# Die Braut des Wasserdrachen
Die Braut des Wasserdrachen (jap. 水神の生贄, Suijin no Hanayome) ist eine Mangaserie von Rei Tōma, die von 2015 bis 2019 in Japan erschien. Sie ist in die Genres Shōjo, Fantasy, Romantik und Drama einzuordnen und wurde in mehrere Sprachen übersetzt.

## Inhalt
Als sie mit ihren Eltern im Garten spielt, wird das Mädchen Asahi Arisa (朝日 アリサ) plötzlich aus dem modernen Japan in eine fremde Welt gesogen. Dort wird sie von den Geschwistern Subaru und Shina im Wald aufgelesen und bei deren Eltern aufgenommen. Ihre neue Umgebung stellt sich als das mittelalterliche Japan heraus. Subaru versucht Asahi, in der neuen Welt zu helfen. Doch als das Mädchen zu einem Fest geht, wird sie dort als Opfer für den Wassergott auserkoren. Als sie mit diesem schließlich allein ist, findet der Gefallen an ihr und wählt sie als seine zukünftige Frau aus. Bis dahin will er sie nicht mehr gehen lassen, auch wenn Asahi dagegen ist. In Subaru, der sich Vorwürfe wegen des Opfers macht und ihr helfen will, hat sie in dieser Welt ihren einzigen Verbündeten.

## Veröffentlichung
Der Manga erschien von Februar 2015 bis Januar 2019 im Magazin Cheese! des Verlags Shogakukan. Dieser brachte die Kapitel auch gesammelt in elf Bänden heraus. Diese verkauften sich jeweils zwischen 15.000 und 20.000 Mal in der ersten Woche nach Veröffentlichung.
Eine deutsche Übersetzung der Serie erschien von April 2020 bis Dezember 2021 vollständig bei Kazé Deutschland. Eine englische Fassung wird herausgegeben von Viz Media und eine chinesische von Tong Li Publishing.